# Magdalenka (ciastko)

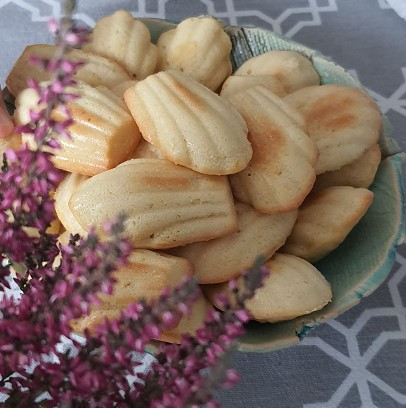
Współczesny wygląd magdalenki.

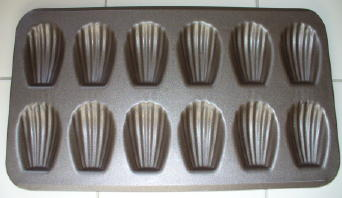
Foremka do wypiekania magdalenek.

Magdalenka – małe francuskie ciastko o charakterystycznym muszelkowatym kształcie, który uzyskuje się dzięki pieczeniu w specjalnych foremkach z wgłębieniami. Ciasto przygotowuje się z mąki, jajek, cukru, masła oraz kilku kropel soku z cytryny.
Autorstwo przepisu na magdalenkę nie jest ostatecznie ustalone. Niektóre źródła, w tym słownik oksfordzki, wskazują, że nazwa ciastek mogła pochodzić od XIX-wiecznej mistrzyni cukiernictwa Madeleine Paulmier. Inne źródła dowodzą jednak, że osoba ta była w XVIII wieku kucharką Stanisława Leszczyńskiego – i to on nauczył ją piec takie właśnie ciastka. Wśród autorów magdalenki wymienia się także kucharza księcia Talleyranda, Jeana Avice'a, oraz Perrotin de Barmond – diuszesę z zamku de Commercy.
W pierwszej części powieści Marcela Prousta, W stronę Swanna, znajduje się fragment opisujący reminiscencję wywołaną smakiem magdalenki zamoczonej w herbacie:

(...) matka widząc, że mi jest zimno, namówiła mnie, abym się napił wbrew zwyczajowi trochę herbaty. Odmówiłem zrazu; potem, nie wiem czemu, namyśliłem się. Posłała po owe krótkie i pulchne ciasteczka zwane magdalenkami, które wyglądają jak odlane w prążkowanej skorupie muszli. I niebawem (...) machinalnie podniosłem do ust łyżeczkę herbaty, w której rozmoczyłem kawałek magdalenki. Ale w tej samej chwili, kiedy łyk pomieszany z okruchami ciasta dotknął mego podniebienia, zadrżałem, czując, że się we mnie dzieje coś niezwykłego. Owładnęła mną rozkoszna słodycz (...). Sprawiła, że w jednej chwili koleje życia stały mi się obojętne, klęski jako błahe, krótkość złudna (...). Cofam się myślą do chwili, w której wypiłem pierwszą łyżeczkę herbaty (...). I nagle wspomnienie zjawiło mi się. Ten smak to była magdalenka cioci Leonii.(...)

W Illiers-Combray sprzedaje się ponad 2 tys. magdalenek miesięcznie turystom, którzy odwiedzają to francuskie miasto pod wpływem lektury powieści W poszukiwaniu straconego czasu.